# جوش ميرفي
جوش ميرفي (بالإنجليزية: Josh Murphy)‏ (24 فبراير 1995 ويمبلي المملكة المتحدة - ) هو لاعب كرة قدم بريطاني يلعب كلاعب وسط.

## وصلات خارجية
جوش ميرفي على موقع قاعدة بيانات كرة القدم.إي يو (الإنجليزية)
- جوش ميرفي على موقع Soccerbase.com (لاعب) (الإنجليزية)
- جوش ميرفي على موقع Soccerway.com (الإنجليزية)
- جوش ميرفي على موقع عالم كرة القدم.نت (الإنجليزية)
- جوش ميرفي على موقع AS.com (الإسبانية)